# Základní mapa České republiky 1 : 10 000
Základní mapa ČR 1 : 10 000 bylo základní státní mapové dílo, zobrazující území ČR souvislým kladem 4 533 mapových listů. Aktualizace mapy byla ukončena roku 2019 a od roku 2023 byla nahrazena Základní topografickou mapou 1 : 10 000. Jednotlivé listy měly rozměr 62 x 46 cm, mapové pole mělo tvar lichoběžníku s délkami základen od 47,03 do 49,22 cm, výškou 38 cm a zobrazovalo průměrně plochu 18 km2. Rozměry a označení mapových listů byly odvozeny od Základní mapy České republiky 1 : 50 000, rozdělené na pět sloupců a pět vrstev. Jednalo se o nejpodrobnější mapové dílo středního měřítka. Při generalizaci nedocházelo k rozsáhlejšímu spojování jednotlivých staveb a ke zjednodušování tvarů. Polohopis díla byl vyhotoven v souřadnicovém systému S-JTSK, výškopis ve výškovém systému Balt po vyrovnání.

## Vývoj
Po invazi roku 1968 vznikla potřeba nového mapového díla pro civilní účely, které by bylo ochuzeno o utajované skutečnosti. Utajovaly se především vojenské značky a zařízení, geografické a rovinné souřadnice. Mapy z tohoto díla odvozené byly polohově deformovány. Proto bylo vytvořeno nové mapové dílo Základní mapa středního měřítka civilní zeměměřickou službou. Roku 1988 došlo k dokončení prvního vydání, a až do roku 2000 byly jednotlivé mapové listy obnovovány. Od roku 2001 se mapové listy vyhotovovaly digitálně z databází ZABAGED a Geonames. Nová podoba Základní mapy ČR 1 : 10 000 byla dokončena pro území celé České republiky roku 2006. Aktualizaci a tvorbu zajišťoval do roku 2019 Zeměměřický úřad.

## Obsah mapy
Polohopis: sídla, jednotlivé objekty, komunikace, vodstvo, hranice správních jednotek, hranice katastrálních území, hranice chráněných území, body polohového a výškového pole, porost a povrch půdy.
Výškopis: vrstevnice v intervalu 1, 2 a 5 m, šrafy.
Popis: druhové označení objektů, standardizované geografické názvosloví, kóty vrstevnic, výškové kóty, rámové a mimorámové údaje.
Rovinná pravoúhlá souřadnicová síť S-JTSK a zeměpisná síť ETRS89 od roku 1992.